# Gąska karbowana

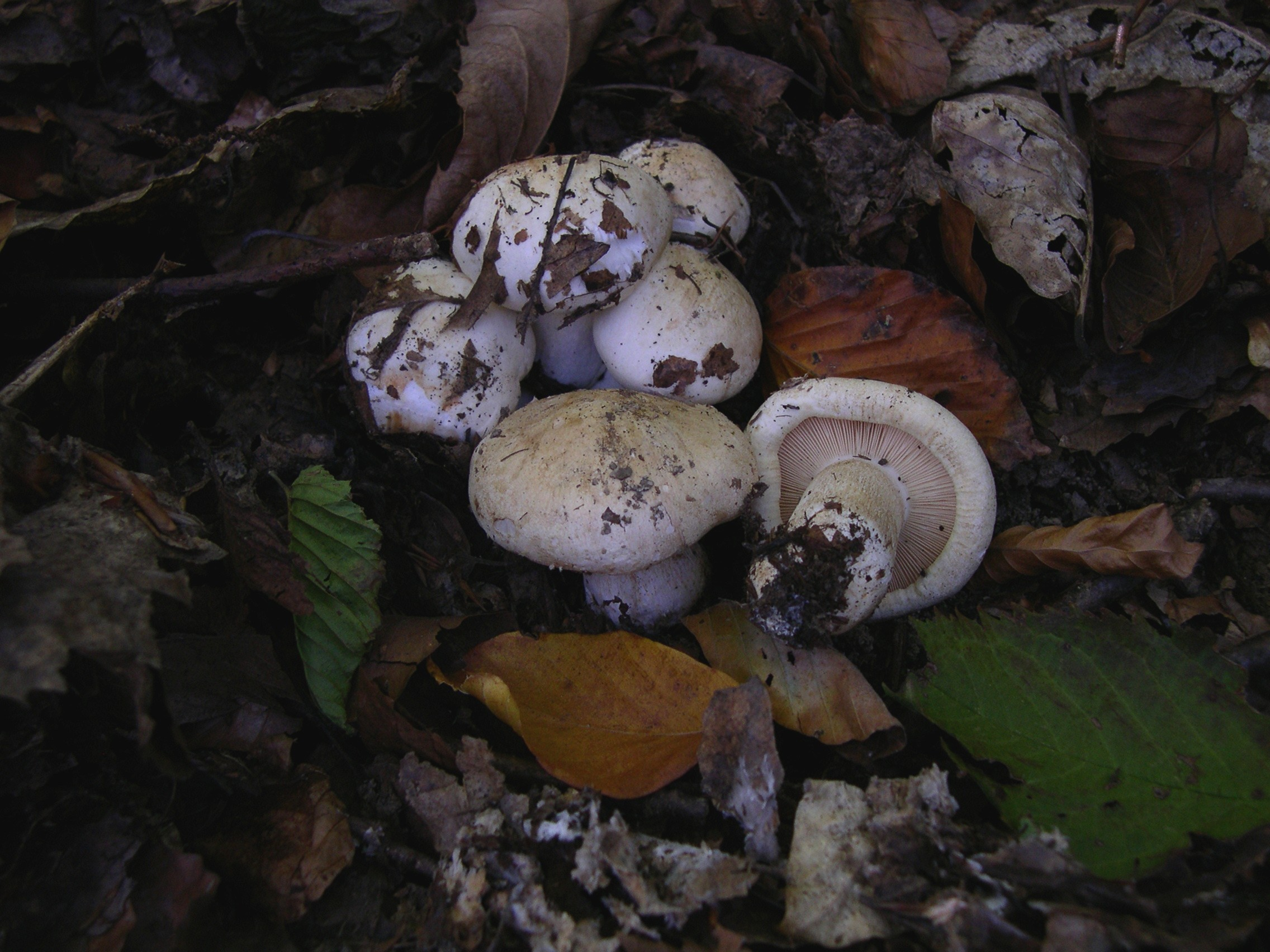

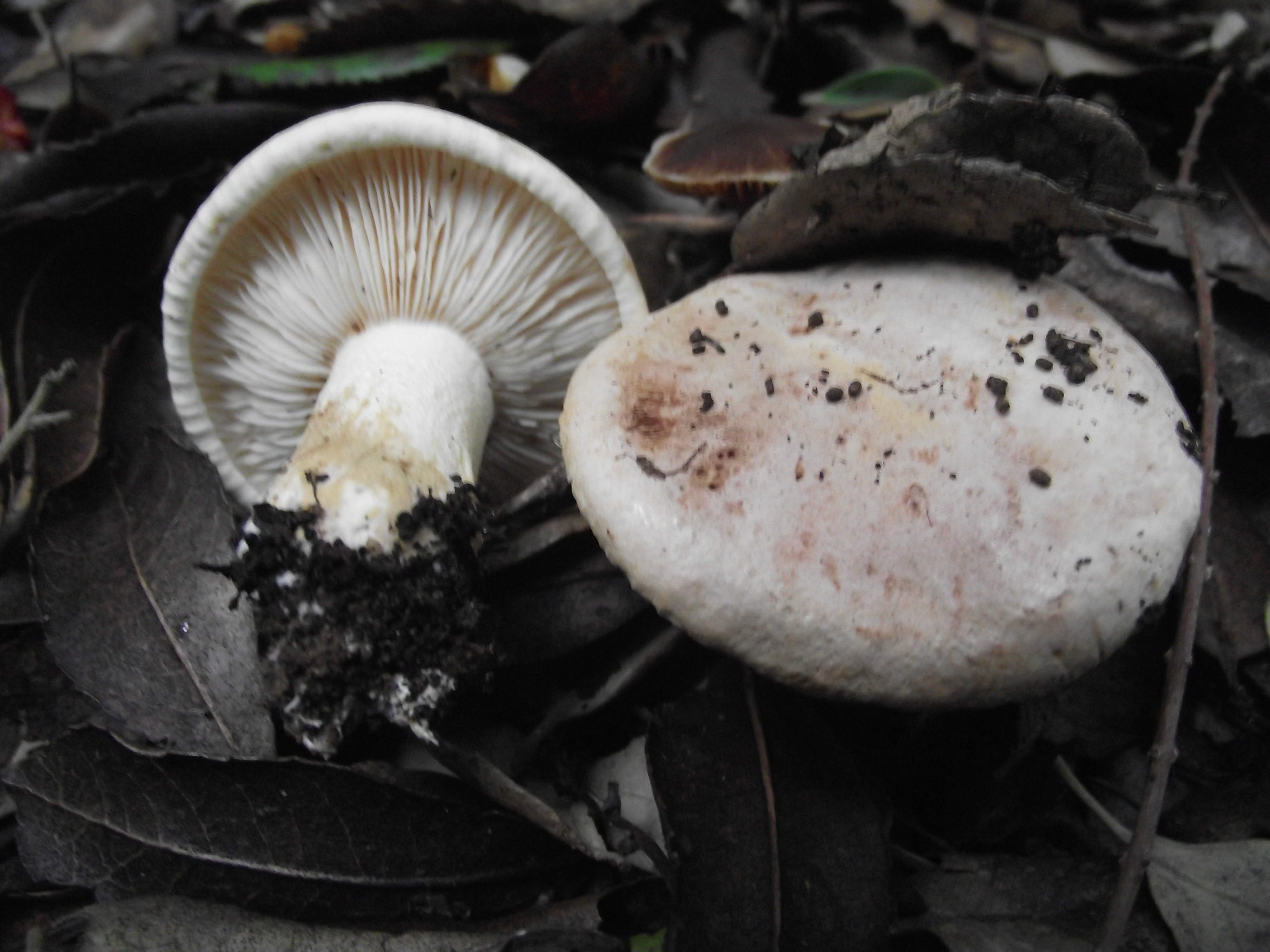

Gąska karbowana (Tricholoma acerbum (Bull.) Quél.) – gatunek grzybów należący do rzędu pieczarkowców (Agaricales).

## Systematyka i nazewnictwo
Pozycja w klasyfikacji według Index Fungorum: Tricholoma, Tricholomataceae, Agaricales, Agaricomycetidae, Agaricomycetes, Agaricomycotina, Basidiomycota, Fungi.
Po raz pierwszy zdiagnozował go Jean Baptiste François Bulliard w 1792 r. nadając mu nazwę Agaricus acerbus. Obecną, uznaną przez Index Fungorum nazwę nadał mu Lucien Quélet w 1872 r. Niektóre synonimy:
- Agaricus acerbus Bull. 1792
- Gyrophila acerba (Bull.) Quél. 1886
- Tricholoma acerbum var. roseoacerbum (A. Riva) Blanco-Dios 2015
- Tricholoma roseoacerbum A. Riva 1984

Nazwę polską zaproponował Władysław Wojewoda w 2003 r. W internetowym atlasie grzybów jest także nazwa gąska różowosmugowa dla synonimu Tricholoma roseoacerbum.

## Morfologia
Kapelusz
O średnicy do 15 cm, początkowo półkulisty, potem wypukły, na koniec płaski. Brzeg zawsze podwinięty i prążkowany. Powierzchnia sucha i gładka, przeważnie żółtawo płowa, ale często z czerwonobrązowym środkiem.
Blaszki
Gęste, wąsko przyrośnięte, początkowo kremowo-białe lub jasnożółtawe, potem pokryte czerwonawo-brązowymi plamami. Dają się łatwo oddzielić. Ostrza gładkie.
Trzon
Wysokość 6–10 cm, szerokość 2,5–3,5 cm, twardy, walcowaty, przy podstawie zwężony, pełny. Powierzchnia podłużnie włóknista, górą ziarnista, początkowo kredowobiała, potem brązowiejąca.
Miąższ
Mięsisty, o brzydkim zapachu. W smaku po chwili ostrogorzki.
Cechy mikroskopowe
Wysyp zarodników biały. Zarodniki szeroko elipsoidalne lub jajowate, gładkie, 5–7 × 3,5–5 μm z wyrostkiem wnękowym, nieamyloidalne.

## Występowanie
Znane jest występowanie gąski karbowanej w Ameryce Północnej, Europie, Maroku, Korei i Japonii. Władysław Wojewoda w zestawieniu wielkoowocnikowych grzybów podstawkowych Polski przytacza 4 jej stanowiska z uwagą, że jest to gatunek rzadki. Bardziej aktualne stanowiska podaje internetowy atlas grzybów. Znajduje się na Czerwonej liście roślin i grzybów Polski. Ma status E – gatunek zagrożony wymarciem, którego przeżycie jest mało prawdopodobne, jeśli nadal będą działać czynniki zagrożenia. Znajduje się na listach gatunków zagrożonych także w Belgii, Szwajcarii, Niemczech, Litwie, Szwecji.
Grzyb mykoryzowy. Występuje w lasach liściastych i mieszanych, zwłaszcza na wapiennych glebach i w łęgach na ilastym podłożu, głównie pod dębami. Owocniki pojawiają się zwykle od sierpnia do października.